# GREOVA
Le Groupement Régional Économique des vallées de l'Ourthe, de la Vesdre et de l'Amblève (en abrégé GREOVA) est une structure ayant vu le jour en 1972 en Belgique. Jusqu'en 2011, date d'ajout des communes de la vallée de la Vesdre, le groupement s'appelait GREOA. Le siège de l'asbl se situe à Harzé, sur la commune d'Aywaille.

## Territoire
Il s'étend aujourd'hui à quatorze communes de la province de Liège (Région wallonne) : Anthisnes, Aywaille, Chaudfontaine, Clavier, Comblain-au-Pont, Esneux, Ferrières, Hamoir, Lierneux, Neupré, Ouffet, Sprimont, Stoumont et Trooz. Les quatorze communes couvrent un territoire de 702 km2 pour environ 100 000 habitants. 

## Rôles et missions
Les rôles et missions du GREOVA se déclinent suivant trois grands axes, : 
- Bureau d'études essentiellement orienté vers les questions d'environnement et d'aménagement du territoire (Programmes Communaux de Développement Rural, réseaux à points-nœuds[4], RAVeL de l'Amblève, etc.) ;
- Organisme assurant la promotion des communes membres (économie, tourisme, culturel et social) ;
- Structure regroupant les différents Office de tourismes, à l'exclusion de ceux de Clavier (Maison du tourisme Huy-Condroz-Hesbaye[5]) et de Lierneux (Maison du tourisme Haute Ardenne[6])[7].

Depuis sa création, le GREOVA a constitué une importante banque de données numérisées (réseau hydrographique, voiries, zones inondables, captages, décharges, carrières, campings, géologie, pédologie, topographie, sites touristiques, itinéraires de promenade, etc.) intégrées à un système d’information géographique (SIG). Habitué à travailler en intercommunalité, le GREOVA assure également un rôle de coordination en favorisant une réflexion régionale au niveau des communes de l'Ourthe-Vesdre-Amblève. Le plus souvent, ses études sont réalisées en partenariat avec le milieu associatif local, l’Université de Liège, les différents services de la Région wallonne, etc.

## Liste des musées et curiosités à visiter
- Anthisnes
  - Avouerie d'Anthisnes
- Aywaille

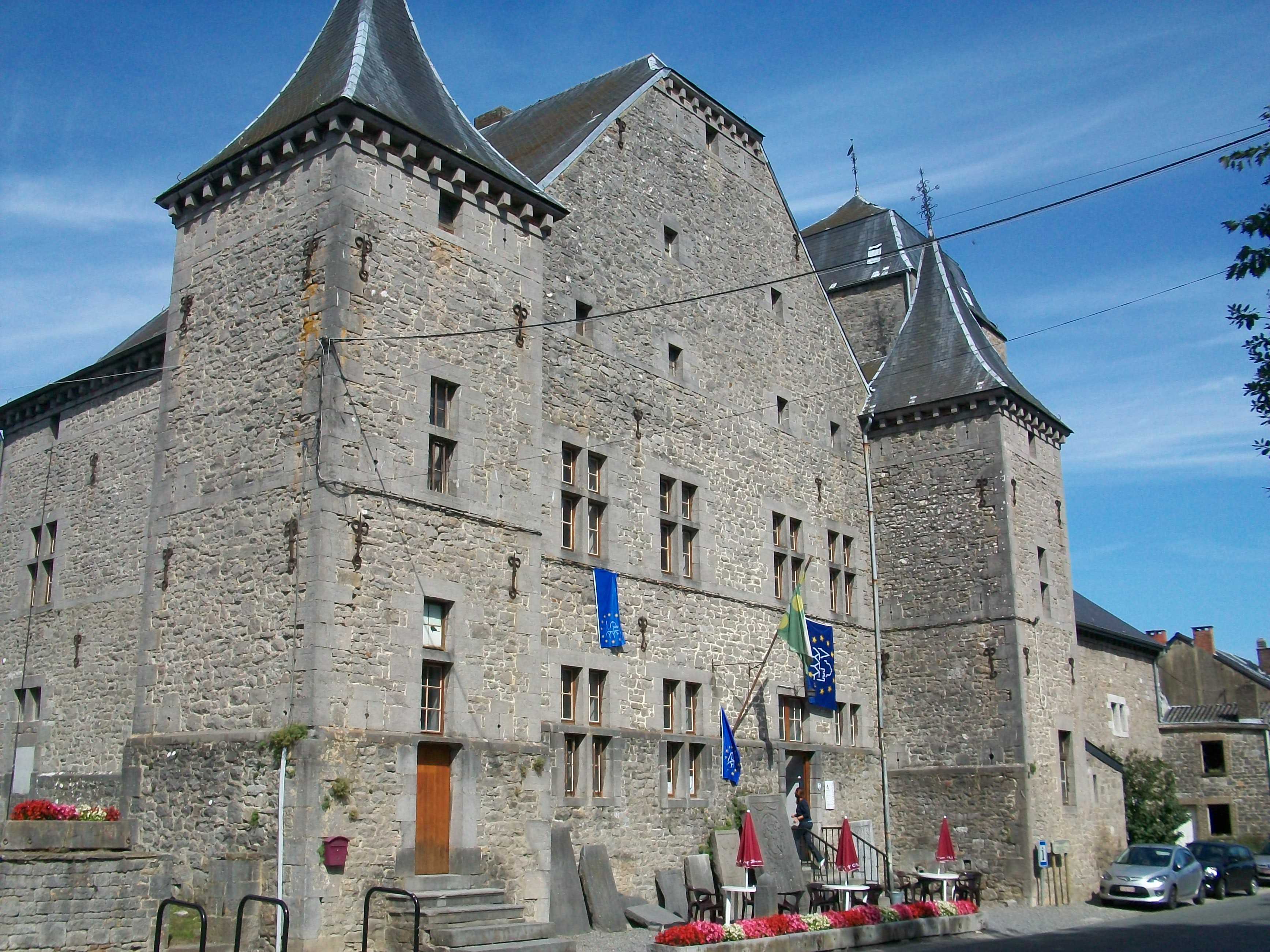
Avouerie d'Anthisnes : corps de logis

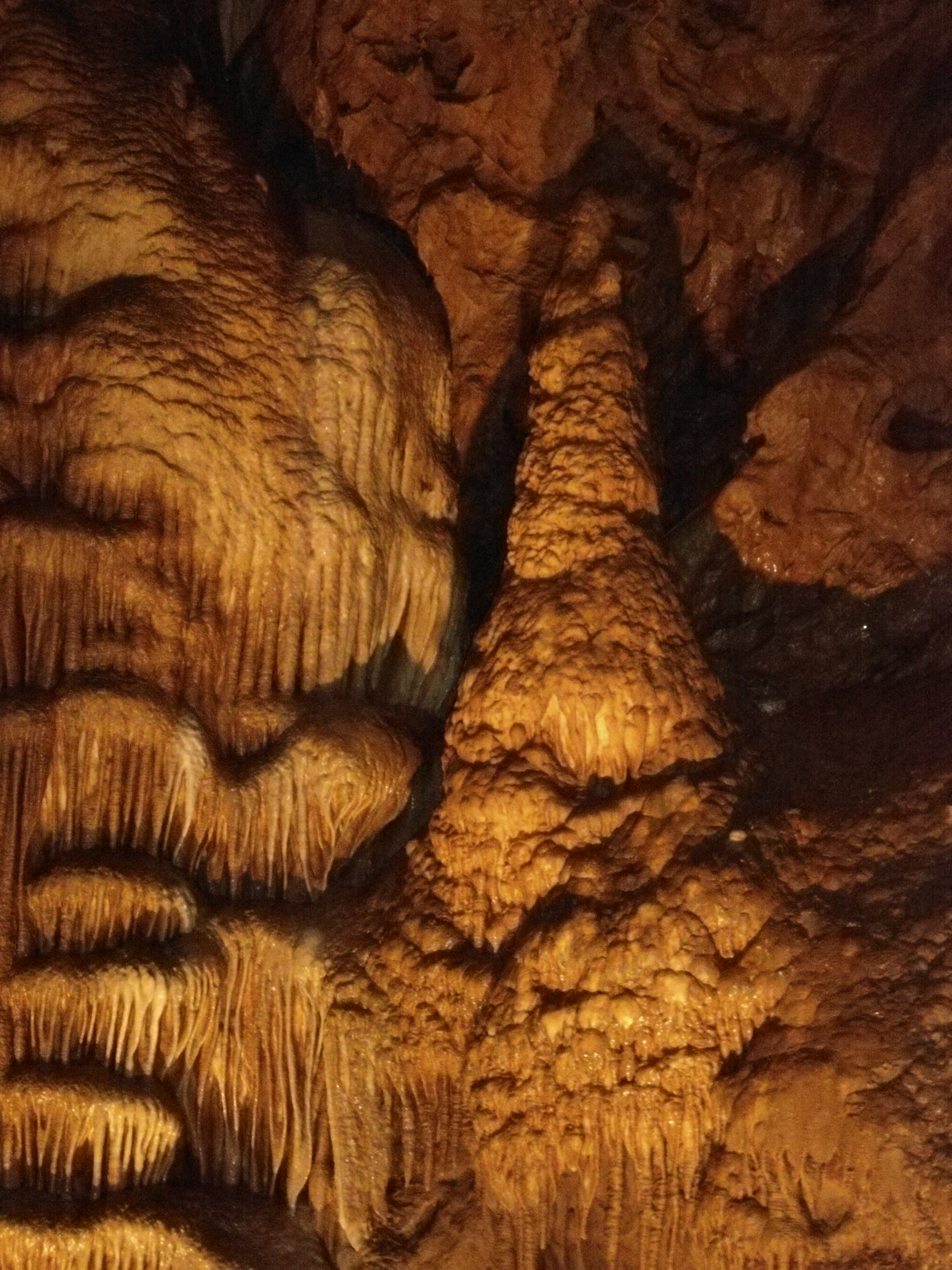
Grotte de l'Abîme: draperie et statue de la Vierge

  - Grottes de Remouchamps (Remouchamps)
  - Le Monde Sauvage (Deigné)
  - Musée 40-45 Mémories
  - Château de Harzé (Harzé)
    - Musée de la Meunerie et de la Boulangerie.
- Chaudfontaine
  - Source O Rama
- Clavier
- Comblain-au-Pont
  - Les Découvertes de Comblain :
    - Grotte de l'Abîme
    - Anciennes Carrières souterraines de Géromont,
    - Centre d’Interprétation de la Chauve-Souris,
    - Musée du Pays d'Ourthe-Amblève.
- Esneux
  - Musée de l'Abeille (Tilff)
- Ferrières
  - Musée du Jouet
  - Musée de la Vie rurale (Xhoris)
  - Château de Logne et le Musée du château fort de Logne (Vieuxville)
- Hamoir
- Lierneux
- Neupré
  - Cimetière américain de Neuville-en-Condroz - Bataille des Ardennes
  - La Roche-aux-Faucons
- Ouffet
- Sprimont
  - Musée de la Pierre
- Stoumont
  - Musée December 1944 (La Gleize)
- Trooz